# Codex Assemanius

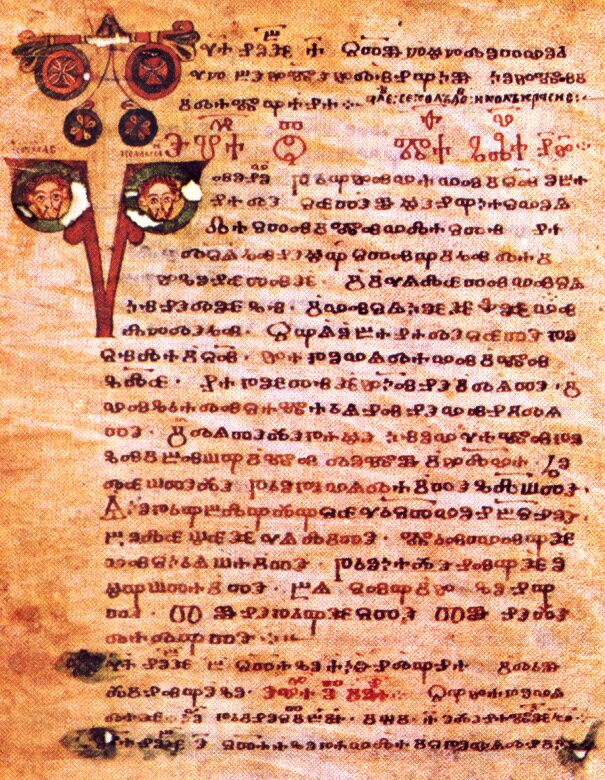
Página del Codex Assemanius (Biblioteca Apostólica Vaticana)

El Codex Assemanius (o «Evangeliarium Assemani» o «Codex Vaticanus 3. Slavicus glagoliticus») es un evangeliario canónico escrito en antiguo eslavo eclesiástico (glagolítico redondo) compuesto por 158 páginas de pergamino iluminadas, que puede datarse entre finales del s. X e inicios del s. XI, creado en Macedonia durante el Primer Imperio Búlgaro y conservado en la Biblioteca Apostólica Vaticana a la que llegó gracias a dos miembros de la familia de eruditos de origen libanés Assemani.

## Estructura
El códice está compuesto de 158 páginas de pergamino.
- La primera parte (páginas 1-112) contiene una selección de pasajes del Evangelio para ser leídos en misa durante el curso del año litúrgico
- la segunda parte (páginas 112-153) es un menologio en el que se recogen todas las fiestas del año litúrgico ordenadas por fecha y mes a mes. Los meses de septiembre a abril aparecen con su nombre en antiguo eslavo (royen, listogon, groyden, stoyden, prosinec, sěčen, soyx, brězen), mientras que los meses de mayo a agosto aparecen con sus nombres en latín. Entre los santos incluidos se encuentran Demetrio de Tesalónica, Teodosio de Cenobiarca, Clemente de Ocrida, Naum de Preslav y algunos más, sobre todo macedonios.
- la tercera parte (páginas 153-158) está formada por una serie de textos más breves con las indicaciones litúrgicas.

## Historia

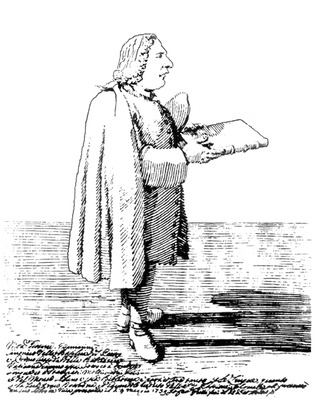
Giuseppe Simone Assemani

Se cree que el códice fue compuesto en la parte occidental de la antigua Bulgaria por religiosos de Ohrid (Ocrida), donde se utilizaba el glagolítico redondo. La ciudad de Ocrida, habitada por pueblos eslavos desde el s. VI, fue conquistada en el s. IX por los búlgaros y se convirtió, bajo el zar Samuel de Bulgaria, en capital de su imperio y sede del patriarcado búlgaro (916). Probablemente fue escrito en la segunda mitad del s. X o a inicios del s. XI, dado que registra la muerte de Clemente de Ocrida (916) pero no la de Juan de Rila (muerto en el 946 y canonizado en el 980). El códice es el manuscrito conocido más antiguo en antiguo búlgaro glagolítico.
En el manuscrito abundan las ligaduras. El análisis lingüístico ha demostrado que el manuscrito se caracteriza por frecuentes vocalizaciones de la vocal reducida "Ъ" (yer)  (ъ > o, ь > y), por la pérdida ocasional de la epéntesis y por el reemplazo de "ь" por "ъ dura", sobre todo "r". Las vocales reducidas "Ъ" son omitidas con frecuencia a final de palabra y en ocasiones "ь" se escribe después de "k" y "g". Todas estas características son típicas de la región macedonia y son compartidas con el Codex Marianus.
Poco tiempo después de ser terminado, probablemente durante el reino del emperador Basilio II Bulgaróctonos (976-1025), el código fue trasladado al Monasterio de Santa Catalina del Monte Sinaí, donde se encontraban establecidos el mayor número de monjes eslavos. A este periodo se remontan probablemente los comentarios en cirílico y las notas en griego que se encuentran en el manuscrito. El código fue descubierto en el siglo XVIII por el orientalista maronita Giuseppe Simone Assemani, quien lo adquirió personalmente en el 1736 en un monasterio de Jerusalén en el que residían religiosos eslavos de rito bizantino. A de su muerte, acaecida en 1768, todos los bienes de Giuseppe Simone Assemani, incluido este códice, pasaron a su sobrino Stefano Evodio Assemani, quien lo donó a la Biblioteca Apostólica Vaticana, donde aún se conserva con el nombre Codex Vaticanus Slavicus 3 Glagoliticus. En la página 1 del código, que recibe el nombre de Assemani por ambos eruditos, hay una anotación de Stefano Evodio, quien llamó al manuscrito Evangelia Illyrice.
El manuscrito fue restaurado en el periodo 1869-1878. Se publicaron ediciones críticas en 1865 en alfabeto glagolítico y en 1878 en alfabeto latino. La primera edición crítica en alfabeto cirílico se realizó, ya en el siglo XX, en dos volúmenes, el primero de los cuales contiene una introducción y reproducción en facsímile del código y el segundo la transcripción en cirílico y comentada. En 1981 se publicó una edición facsímil en color.

## Otros proyectos
- Wikimedia Commons contiene imágenes u otros archivos sobre el Codex Assemanius